# Pompeya Plotina
Pompeya Plotina (en latín: Pompeia Plotina, m. h. 121-122), esposa de Trajano, con quien contrajo matrimonio mucho antes de su ascenso al trono imperial, acompañó por tanto al emperador cuando hizo su entrada triunfal en Roma. Emperatriz que añadió a las virtudes de Trajano, la modestia y la nobleza de espíritu, las suyas propias, pues era amable, intelectual y benevolente.

## Biografía
Vivió en perfecta armonía y entrañable amistad con Marciana, la hermana del emperador, y ambas recibieron del Senado el título y los honores de Augusta, alrededor de 105. No tuvo descendencia, pero influyó en la decisión de Trajano, poco antes de su muerte, de adoptar como heredero a Adriano, por quien Plotina sentía una gran estima. 
Plotina, que había acompañado a su esposo en su última expedición contra los partos, regresó a Roma con una urna de oro conteniendo sus cenizas y los restos imperiales fueron depositados en la Columna Trajana, construida expresamente como mausoleo para Trajano. Hacia el año 121-122 falleció de forma natural, y entonces el emperador Adriano, aparte de erigir una basílica en su honor cerca de Nemausus, la actual Nîmes, lo que ha dado pie a la idea muy tradicional, pero carente de pruebas, de que ella era gala y natural de dicha ciudad, dispuso que se le rindieran honores divinos, pasando a ser denominada Diva Plotina y contando con sus propias sacerdotisas, las flaminicae Divae Plotinae.

## Referencias

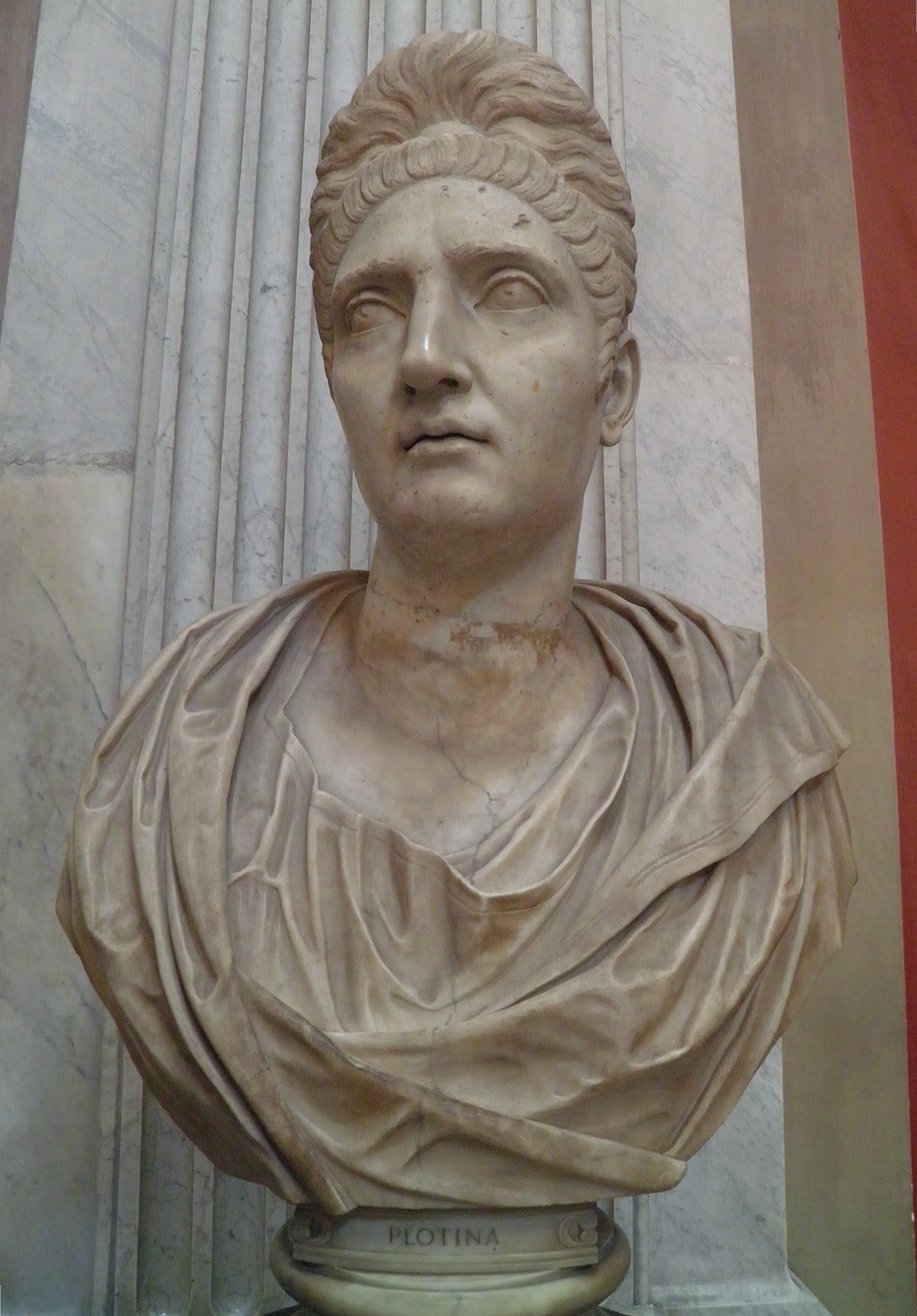
Retrato de Plotina. Museos Vaticanos